# Ludovic Bource
Ludovic Bource (Pontivy, 19 agosto 1970) è un compositore e arrangiatore francese.
Ha vinto l'Oscar alla migliore colonna sonora, il Golden Globe per la migliore colonna sonora originale, il premio César per la migliore musica da film e l'European Film Awards per la miglior colonna sonora per The Artist di Michel Hazanavicius, di cui ha musicato anche i film precedenti: Mes amis (1999), Agente speciale 117 al servizio della Repubblica - Missione Cairo (2006) e Agente speciale 117 al servizio della Repubblica - Missione Rio (2009).
La colonna sonora di The Artist è stata registrata dalla Brussels Philharmonic.